# ГЕС Андекалека
ГЕС Андекалека – гідроелектростанція на острові Мадагаскар, у дев’яти десятках кілометрів на схід від столиці країни Антананаріву. Споруджена на річці Вохітра, що є правою притокою Rianila (впадає в Індійський океан на східному узбережжі острова). Станом на середину 2010-х найпотужніша ГЕС в країні.
Забір ресурсу для роботи цієї дериваційної станції організували за допомогою невеликої бетонної греблі 8 метрів висотою. Вода подається по дериваційному тунелю довжиною 4 км до підземного машинного залу, де приводить у дію турбіни типу Френсіс, що працюють з напором у 235 метрів. Відпрацьована вода повертається в річку по відвідному тунелю довжиною 0,5 км. 
Машинний зал, одразу розрахований на чотири гідроагрегати, обладнали у 1982 році лише двома потужністю по 29 МВт. Завдяки розпочатому у 2008 році проекту встановили третю турбіну з потужністю 34 МВт та станом на 2017-й планували додати ще одну таку ж задля доведення загальної потужності станції до 126 МВт.
Видача продукції відбувається по ЛЕП, розрахованій на роботу під напругою 138 кВ.